# 福島和夫
福島 和夫（ふくしま かずお、1930年4月11日 - 2023年8月19日）は、日本の作曲家・音楽学者。上野学園大学日本音楽史研究所所長、同研究所特任教授。本名は石橋 和夫（いしばし かずお）。

## 経歴
東京市麻布区霞町（現在の東京都港区）生まれ。玉川学園中学部中退後、独学で作曲を勉強。その後、鈴木博義や武満徹らと知り合い、芸術家グループ「実験工房」に参加。これには姉の福島秀子も参加している。
東洋的な響きに近いフルートのための作品を多数発表、代表作の『冥』などが生まれる。また『エカーグラ』は1959年に来日したストラヴィンスキーによって武満徹の『弦楽のためのレクイエム』などと共に絶賛されたうちの1曲である。1970年代後半からは、日本や東洋の伝統音楽の研究に主な活動を移している。上野学園大学教授。国際現代音楽協会（ISCM）音楽祭〈世界音楽の日々〉入選（1964年・1967年）。

## 作品
- 途絶えない詩（1953、無伴奏ヴァイオリン）
- 鎮魂歌（1956、無伴奏フルート）
- エカーグラ（1957、アルトフルートとピアノ）
- 「中有」より3つの小品（1958、フルートとピアノ）
- 伽陀迦廬那・第2版（1959、フルートとピアノ）
- 冥（1962、無伴奏フルート）
- 飛鏡（1962、フルート・合唱・管弦楽）
- 月魄（1965、弦楽・ピアノ・ハープ・打楽器）
- 水輪（1967、2台ピアノ）
- 風の輪（1968、ピアノ）
- 春讃（1969、無伴奏フルート）
- 水煙（1972、ピアノ）

## 著書
- 平野健次、福島和夫編『日本音楽・歌謡資料集』（勉誠社）
- 福島和夫編『中世音楽史論叢』（和泉書院）
- 福島和夫著『日本音楽史叢』（和泉書院）